# Kanton Saint-Nicolas-de-la-Grave
Kanton Saint-Nicolas-de-la-Grave (francouzsky Canton de Saint-Nicolas-de-la-Grave) je francouzský kanton v departementu Tarn-et-Garonne v regionu Midi-Pyrénées. Tvoří ho 14 obcí.

## Obce kantonu
- Angeville
- Castelferrus
- Castelmayran
- Caumont
- Cordes-Tolosannes
- Coutures
- Fajolles
- Garganvillar
- Labourgade
- Lafitte
- Montaïn
- Saint-Aignan
- Saint-Arroumex
- Saint-Nicolas-de-la-Grave